# Carangoides gymnostethus
Carangoides gymnostethus är en fiskart som först beskrevs av Cuvier, 1833.  Carangoides gymnostethus ingår i släktet Carangoides och familjen taggmakrillfiskar. Inga underarter finns listade.